# 속령
속령(屬領, 영어: dependent territory, dependent area, dependency)은 국가로서 완전한 정치적 독립이나 주권은 가지지 못한 영토를 말한다.
속령은 군사를 통솔하는 권리인 군사권이 없기 때문에, 외국의 군대가 해당 속령을 방위한다.

## 목록
- 기울어진 글자 : 승인되지 않은 영토
- # 표시 : 사람이 살지 않는 영토

### 남아프리카 공화국
- 프린스에드워드 제도 #

### 네덜란드
- 카리브 네덜란드
- 신트마르턴
- 아루바
- 퀴라소
- 네덜란드령 안틸레스
- 보네르섬
- 사바섬
- 신트외스타티위스섬
- 네덜란드령 카리브

### 노르웨이
- 부베섬 #
- 스발바르 제도
- 퀸모드랜드 #
- 페테르 1세섬 #
- 얀마옌섬
- 로포텐 제도

### 뉴질랜드
- 니우에
- 로스 속령 #
- 쿡 제도
- 토켈라우
- 아타푸섬
- 채텀 제도

### 덴마크
- 그린란드
- 페로 제도

### 미국
- 괌
- 나바사섬 #
- 미국령 버진아일랜드
- 북마리아나 제도
- 아메리칸사모아
- 웨이크섬 #
- 푸에르토리코

- 존스턴섬  #
- 킹맨섬
- 팔미라섬
- 하울랜드섬
- 미국령 군소 제도  #
- 자비스섬
- 세인트크로이섬
- 세인트토머스섬

### 스페인
- 세우타
- 멜리야
- 카나리아 제도
- 바스크

### 영국

#### 해외 영토
- 몬트세랫
- 버뮤다
- 세인트헬레나
- 앵귈라
- 영국령 남극 지역 #
- 영국령 인도양 지역
- 영국령 버진아일랜드
- 지브롤터
- 케이맨 제도
- 터크스 케이커스 제도
- 포클랜드 제도
- 핏케언 제도
- 어센션섬
- 트리스탄다쿠냐 제도
- 차고스 제도
- 사우스조지아 사우스샌드위치 제도
- 디에고가르시아섬
- 사우스셰틀랜드 제도
- 사우스오크니 제도
- 잉글랜드
- 스코틀랜드
- 웨일스

#### 해외 기지
- 아크로티리 데켈리아
- 관타나모만 해군기지

#### 왕실령
- 건지섬
- 저지섬
- 맨섬

### 오스트레일리아
- 노퍽섬
- 애시모어 카르티에 제도 #
- 오스트레일리아령 남극 지역 #
- 산호해 제도 #
- 코코스 제도
- 크리스마스섬
- 허드 맥도널드 제도 #

### 프랑스
- 과들루프
- 누벨칼레도니
- 파일:Flag of France 생마르탱
- 생바르텔레미
- 생피에르 미클롱
- 왈리스 푸투나
- 코르시카
- 클리퍼턴섬 #
- 프랑스령 남부와 남극 지역 #
- 프랑스령 폴리네시아
- 프랑스령 기아나
- 마르티니크
- 마요트
- 레위니옹
- 타히티
- 아델리랜드
- 생폴섬
- 암스테르담섬

### 칠레
- 이스터섬
- 칠레령 남극 지역

### 포르투갈
- 마데이라 제도
- 아소르스 제도

## 같이 보기
- 나라 목록
- 미승인 국가 목록
- 자치령